# Боталиев, Аширалы
Аширалы Боталиев (кирг. Ашыраалы Боталиев; 21 мая 1906 года, аил Кызыл-Арык, Семиреченская область, Российская империя — 14 февраля 1978 года, Фрунзе, Киргизская ССР) — киргизский советский оперный певец и драматический актёр, народный артист Киргизской ССР (1939).

## Биография и карьера
Родился в 1906 году в аиле Кызыл-Арык (ныне в составе Сын-Ташского округа Ысык-Атинского района Чуйской области Кыргызстана). Рано потерял родителей, в юности батрачил, затем работал в колхозе.
В 1927 году поступил учиться в музыкально-драматическую студию при Наркомпросе, которую окончил в 1929 году и продолжил работать в области театрального искусства. В 1928 году музыкально-драматическая студия ставит пьесу Н. Н. Еленина «Мулла Насреддин», в которой он первый раз исполнил партию полковника Хайдара. В музыкально-драматической пьесе М. Токобаева «Кайгылуу Какей» исполнил партию Алымкула. Все новые и новые спектакли появлялись в те годы в репертуаре театра, в которых А. Боталиев исполнил множество партий. В период 1929—1930 годов он создает образ бедняка Кобека по пьесе К. Джантошева «Карачач», Чеусова в «Мятеже» Фурманова.
Сыграл в пьесах: Н. В. Гоголя «Ревизор», А. Н. Островского «Не было ни гроша, да вдруг алтын», в драме «Аджал ордуна» Дж. Турусбекова в роли Искендера, в опере «Айчурек» героя Чынкожо, в комедии Гаджибекова «Аршин мал алан» роль Сулеймана, в опере «Кокуль» — пастуха Таза. Большим событием в жизни творческого коллектива молодого Киргизского театра оперы и балета была постановка оперы Чайковского «Евгений Онегин». В опере композиторов Власова и Фере «Сын народа» — исполнение роли М. В. Фрунзе.
В период работы в театре оперы и балета Боталиев исполнил следующие партии: Бокмуруна в опере Малдыбаева, Власова и Фере «Манас», Сапара в опере Малдыбаева, Елецкого в опере Чайковского «Пиковая дама». В годы войны он исполнил партию графа Чернышевского в пьесе «Суворов», а в пьесе «Ант» Токомбаева — роль Буденного. В его репертуаре были ещё множество выдающихся ролей, включая первое в Киргизии исполнение В. И. Ленина в пьесе «Человек с ружьем».
В 1935 году за особые заслуги в области развития Киргизского национального искусства ЦИК Киргизской ССР присвоил Боталиеву звание Заслуженного артиста республики. В 1939 году он стал первым из актёров республики, удостоенным звания Народного артиста Киргизской ССР.
С 1926 г. по 1939 г. находился в рядах ВЛКСМ. В 1939 г. вступил кандидатом в члены ВКП/б/, а в 1940 г. в члены партии.
В период Великой Отечественной войны Боталиев возглавил бригаду артистов, направленную из Киргизии на фронт для выступления с концертами перед фронтовиками.

## Фильмография
- 1958 — Далеко в горах
- 1968 — Выстрел на перевале Караш
- 1969 — Ак Меер
- 1969 — Засада

## Награды
- Орден Ленина (27 октября 1967)[5]
- Орден Трудового Красного Знамени (1 ноября 1958)
- Орден Трудового Красного Знамени
- Орден «Знак Почёта» (7 июня 1939) — за выдающиеся заслуги в деле развития киргизского театрального искусства
- Медали
- Народный артист Киргизской ССР (1939)
- Заслуженный артист Киргизской ССР (1935)
- Четыре Почётные грамоты Верховного Совета Киргизской ССР